# Meilin (socken i Kina, Guangxi)
Meilin (kinesiska: 梅林乡, 梅林) är en socken i Kina. Den ligger i den autonoma regionen Guangxi, i den södra delen av landet, omkring 330 kilometer norr om regionhuvudstaden Nanning. Antalet invånare är 9765. Befolkningen består av 4 732 kvinnor och 5 033 män. Barn under 15 år utgör 29,0 %, vuxna 15-64 år 58 %, och äldre över 65 år 11,0 %.
Genomsnittlig årsnederbörd är 2 073 millimeter. Den regnigaste månaden är juni, med i genomsnitt 402 mm nederbörd, och den torraste är januari, med 73 mm nederbörd.